# استودیو آکنه
استودیو آکنه (انگلیسی: Acne Studios) شرکت کالای لوکس سوئدی است، که در سال ۱۹۹۶ تأسیس شد.